# Otiothops atlanticus
Otiothops atlanticus is een spinnensoort uit de familie Palpimanidae. De soort komt voor in Brazilië.